# Konqueror
Konqueror er en webbrowser med mere, som kører under desktopmiljøet KDE, der findes til GNU/Linux-distributioner, andre Unix-lignende systemer der anvender X Window System, samt i begrænset udgave til Windows. 
Konqueror kan bruges på samme måde som Windows Stifinder til håndtering af lokale filer. Som standard vil Konquror virke som webbrowser, hvis der er en fil med navnet index.html i den aktuelle mappe, men denne virkemåde kan deaktiveres.